# Леон Єронім Радзивілл
Леон Єронім Радзивілл (10 березня 1808 — 8 січня 1885) — військовий діяч, дипломат Російської імперії литовсько-білоруського походження. Відомий Лев Людвігович Радзивілл.

## Життєпис
Походив з князівського роду Радзивіллів. Син князя Людовіка Миколи Радзивілла та Маріанни Водзинської. Народився у 1808 році в Варшаві. Отримав домашню освіту. 1809 році отримав від батька посаду очільника Столовицької командорії Мальтійського ордену. 1817 року командорії ордену було ліквідовано в Російській імперії.
1823 року втратив матір. 1825 року за рішенням Костянтина Павловича, намісника царства Польського, був відправлений юнкером до Гродненського гусарського лейб-гвардії полку. 1826 року стає корнетом. У 1830 році втратив батька.
1830 року під час Першого Польського повстання залишився вірним царській владі. Відзначився під час боїв у Варшаві. Потім разом з намісником Костянтином Павловичем відступав з Варшави через Віслу до Пулави. Потім брав участь у боях проти повсталих, за що отримав звання поручика. Відзначився у битвах при Грохові та у битві біля Остроленці 1831 року. Потім звитяжив при штурмі Варшави, за що отримав орден Св. Володимира 4 ступеню з бантом.
1831 року офіційно став ординатом Клецьким (після смерті діда). 1832 року призначається флігель-ад'ютантом імператора Миколи I. Влітку 1833 року одружився з представницею впливового роду Урусових. Потім призначається штабс-ротмистром. Того ж року перебуваючи у своїх маєтностях у Мінській губернії виявив загони розбійників, яких власними загонами зумів знищити.
У 1835 році отримав від Пруссії орден Червоного орла 3 ступеню і від Австрії — орден Леопольда 3 ступеню. У 1838 році супроводжував імператора до царства Польського й до Європи. У 1840 році отримує орден Св. Станіслава 2 ступеня. У 1841 та 1842 роках супроводжував Миколу I в поїздках імперією.
1843 року виконував дипломатичне завдання в королівстві Пруссія, відвідавши Берлін. 1844 року виконував дипломатичні завдання у Гессен-Касселі та Великій Британії. За успішне виконання отримав звання полковника. В Гессен-Касселі стає кавалером ордену Золотого лева 2 ступеню. У 1847 році отримує орден Св. Анни 2 ступеня.
Під час придушення у 1849 році угорського повстання перебував у штабі при командувачі Івані Паскевичі. Того ж року виконував дипломатичне доручення в Османській імперії, відвідавши Стамбул. Успішне виконання доручення було винагороджено званням генерал-майора, медаллю «За приборкання Угорщини і Трансильванії», ордено Залізної корони 1 ступеню. Також увійшов до імператорського почту.
Під час Кримської війни, в 1854 році, Леон Радзивілл командував 2 резервною уланською дивізією, з травня 1855 року — Сакським авангардом. 22 вересня 1855 року отримав звання генерал-лейтенанта і призначений начальником уланської дивізії, а 17 листопада того ж року призначений генерал-ад'ютантом. В тому ж місяці отримав командування над 6-ю легкою кавалерійською дивізією . 26 листопада 1854 року отримав орден Св. Георгія 4-го ступеня. У 1855 року — орден Св. Станіслава 1 ступеню з мечами.
1863 року нагороджено орденом Св. Анни 1 ступеня, а 1867 року — орден Білого орла. У 1869 році стає генералом від кавалерії. Того ж року зарахований до Гродненського гусарського лейб-гвардії полк. 1872 року продав Антонію Альбрехту Радзивіллу Клецьку ординацію, а потім Давид-Городок й інши алоди (остаточно оформлено 1875 року) в обмін на щорічну виплату 40 тис. карбованців. Невдовзі перебрався до Парижу. 1877 року нагороджено орденом Св. Олександра Нєвського з мечами.
Помер в Парижі 1885 року. Поховано в Несвіжі, в родинному склепі князів Радзивіллів.

## Родина
Дружина — фрейліна Софія, донька Олександра Урусов, князя і сенатора
дітей не було
Коханка — Карлотта Грізі, прима балету
Діти:
- Леонтіна (1853—?)